# Oca comuna
L'oca comuna o oca vulgar (Anser anser), també anomenada oca salvatge a les Illes Balears, és una espècie d'ocell de la família dels anàtids i de l'ordre dels anseriformes.

## Morfologia
De totes les oques grises, aquesta és la que més s'assembla a la de granja, ja que les de granja provenen de la domesticació d'aquesta espècie salvatge. Ha estat introduïda en moltes zones baixes d'alguns països on tot l'any ara hi ha uns grups considerables i semi-domesticats. Els visitants hivernals són encara salvatges i tímids. En bona part d'Europa central i oriental segueix residint en extensos aiguamolls.
L'oca vulgar és de cos robust i fa uns 74-84 cm de llargada. El seu plomatge és gris i marronós, amb les infracobertures caudals clares. El seu bec és taronja (excepte en la subespècie rubirostris de Sibèria, en què és rosat) i les seves potes són roses.
- Veu: Notes molt fortes, martillejants, tipus trompeta com el de granja: ahng-ahng-ahng, kang-ank.
- Niu: Al sol parcialment entapissat, en freqüència en illes, 4-6 ous; una niuada; maig-juny.
- Aliment: Pasta;arrenca herbes i brots de cereal, excava a la recerca d'arrels i restes de cereals.
- Vol: poderós, cap estès, cap estès en V i llargues fileres.
- Vol lent: Les bandades d'Oca vulgar en vol, són més lentes i pesades que les d'altres Oques, però s'agilitzen quan perden altura abans d'aterrar.

## Hàbitat
El seu hàbitat són aiguamolls de poca fondària amb vegetació aquàtica, arrossars i prats humits.
Cria al centre i al nord d'Europa, i és hivernant a l'oest d'Europa i a la conca mediterrània. Als Països Catalans és, en els darrers temps, una hivernant regular, amb una presència significativa al Delta de l'Ebre i a altres aiguamolls litorals. En els primers anys del segle XXI ha criat als Aiguamolls de l'Empordà i el Delta del Llobregat.
A la península Ibèrica s'hi troben des de setembre fins a març.

## Espècies similars
- Oca de bec curt
- Oca pradenca